# Andre Snyman
Pas d'image ? Cliquez ici

a Compétitions nationales et continentales officielles uniquement.

b Matchs officiels uniquement.
Dernière mise à jour le 13 octobre 2019.
Andries Hendrik Snyman, appelé André Snyman, né le 2 février 1974 à Newcastle (Afrique du Sud), est un joueur de rugby sud-africain, évoluant au poste de centre ou d'ailier.

## Carrière

### Équipe nationale
Il fait ses débuts internationaux avec les Springboks contre l'équipe de Nouvelle-Zélande le 17 août 1996.
Il signe à l'USAP en Top 14 lors de l'intersaison 2006/2007. Il n'y reste que quelques semaines avant de repartir en Afrique du Sud pour des raisons personnelles mais début décembre il signe à Leeds, son ancien club.

## Palmarès
- Vainqueur du Tri-nations en 1998.

## Statistiques

### En équipe nationale
Entre 1996 et 2006, André Snyman compte 38 capes en équipe d'Afrique du Sud, depuis le 17 août 1996 contre l'équipe de Nouvelle-Zélande à Durban. Il inscrit 10 essais (50 points) durant sa carrière internationale. Avec les Springboks, il participe à six éditions du Tri-nations en 1997, 1998, 1999, 2001, 2003 et 2006. 